# Шкатулка

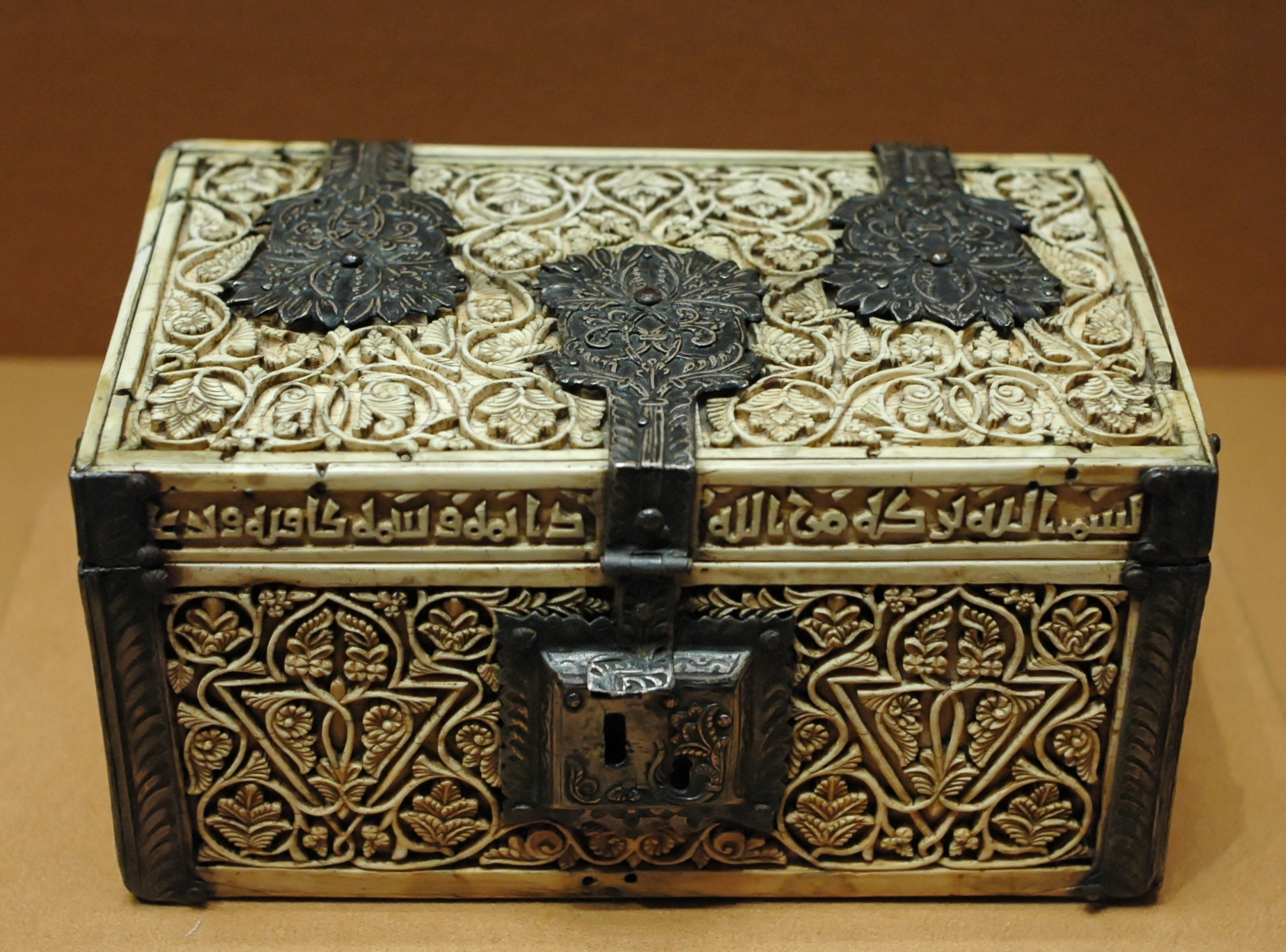
Шкатулка з різьбленої слонової кістки з елементами з карбованого срібла

Шкату́лка (від лат. scatula — «скринька», можливо, через посередництво пол. szkatuła) — невеличка скринька для зберігання дрібних (переважно цінних) речей. Шкатулки виготовляють з дерева, металу, пластмаси, виробних і цінних матеріалів — кістки, каменю. Для додання красивого виду їх часто покривають шкірою, дорогою тканиною, інкрустують дорогоцінними каменями, покривають різьбленням, карбуванням.
Шкатулки використовують для зберігання великої кількості дрібних предметів, в більшості своїй — коштовностей.
Кругла дерев'яна шкатулка з інкрустацією зазвичай називається ра́хва.

## Історія

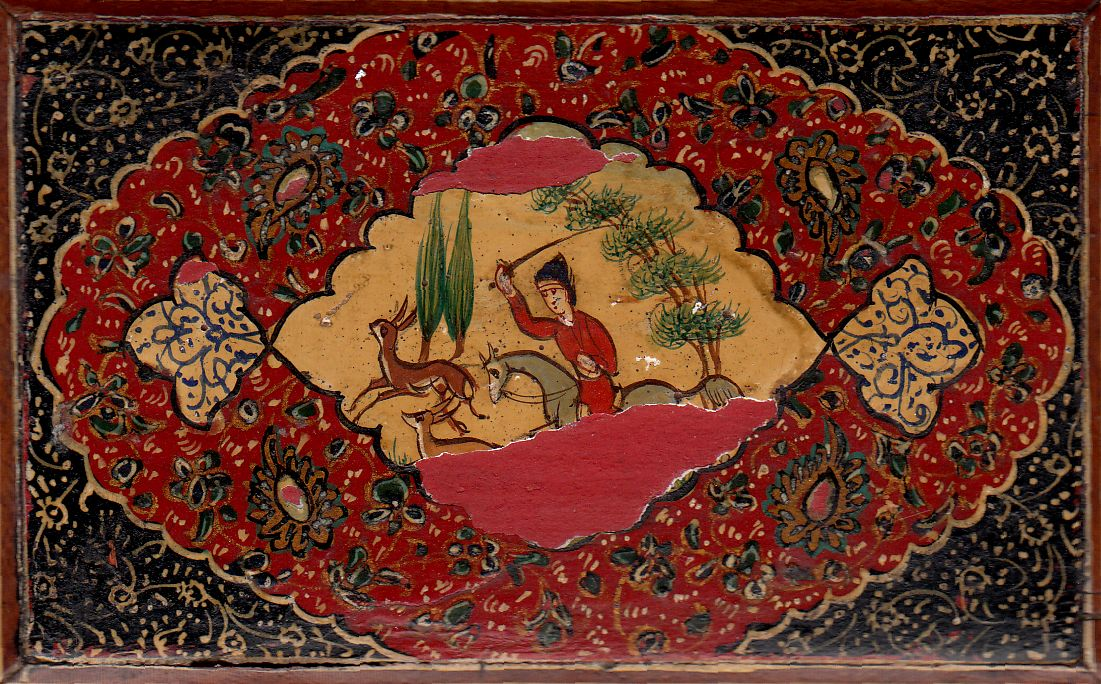
Східна мініатюра на кришці старовинної інкрустованою дерев'яної скриньки.

Шкатулки відомі з глибокої давнини. Вчені вважають що, першими з'явилися шкатулки для прикрас. Талановиті умільці в Японії та Китаї ще дві тисячі років тому виготовляли дерев'яні коробочки різної форми і величини, прикрашали їх смолою цінного спеціального дерева. Намагаючись обійти в майстерності один одного, майстри по шкатулкам створювали все нові і нові технології обробки. Ось так була винайдена технологія дрібного вирізання по деревині і методи декорування футлярів шкірою або тканиною, оздоблення коштовним камінням, металом і кісткою.

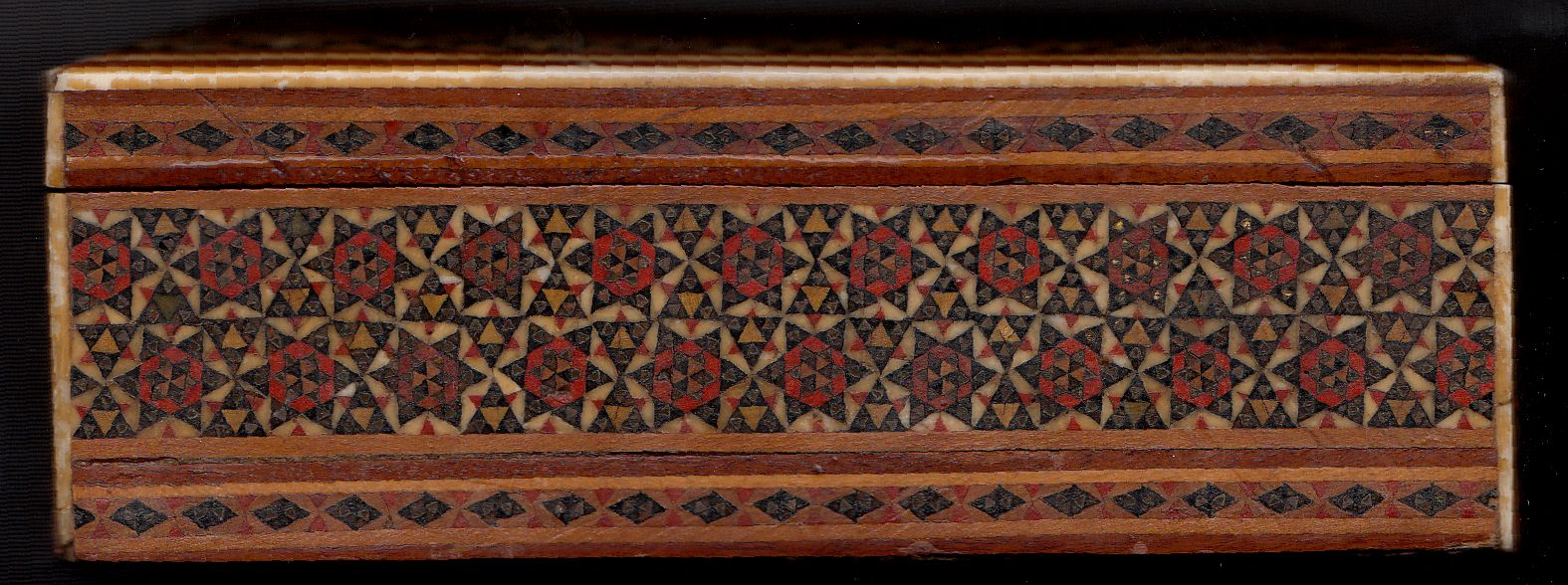
Інкрустація (слонова кістка, червоне дерево, мідь) на стороні старовинної східної дерев'яної шкатулки.

З тих пір початкова концепція практично не змінилася, але з'явилися нові матеріали, і кілька удосконалилася технологія виготовлення. До промислової революції будь-яка шкатулка була штучним і, отже, вельми дорогим предметом. У силу цього шкатулки були затребувані в основному у багатих людей і використовувалися для зберігання цінних предметів. Виготовлена на замовлення шкатулка, покрита дорогоцінними каменями, оббита зсередини шовком, могла коштувати дорожче, ніж коштовності, які в ній зберігалися.

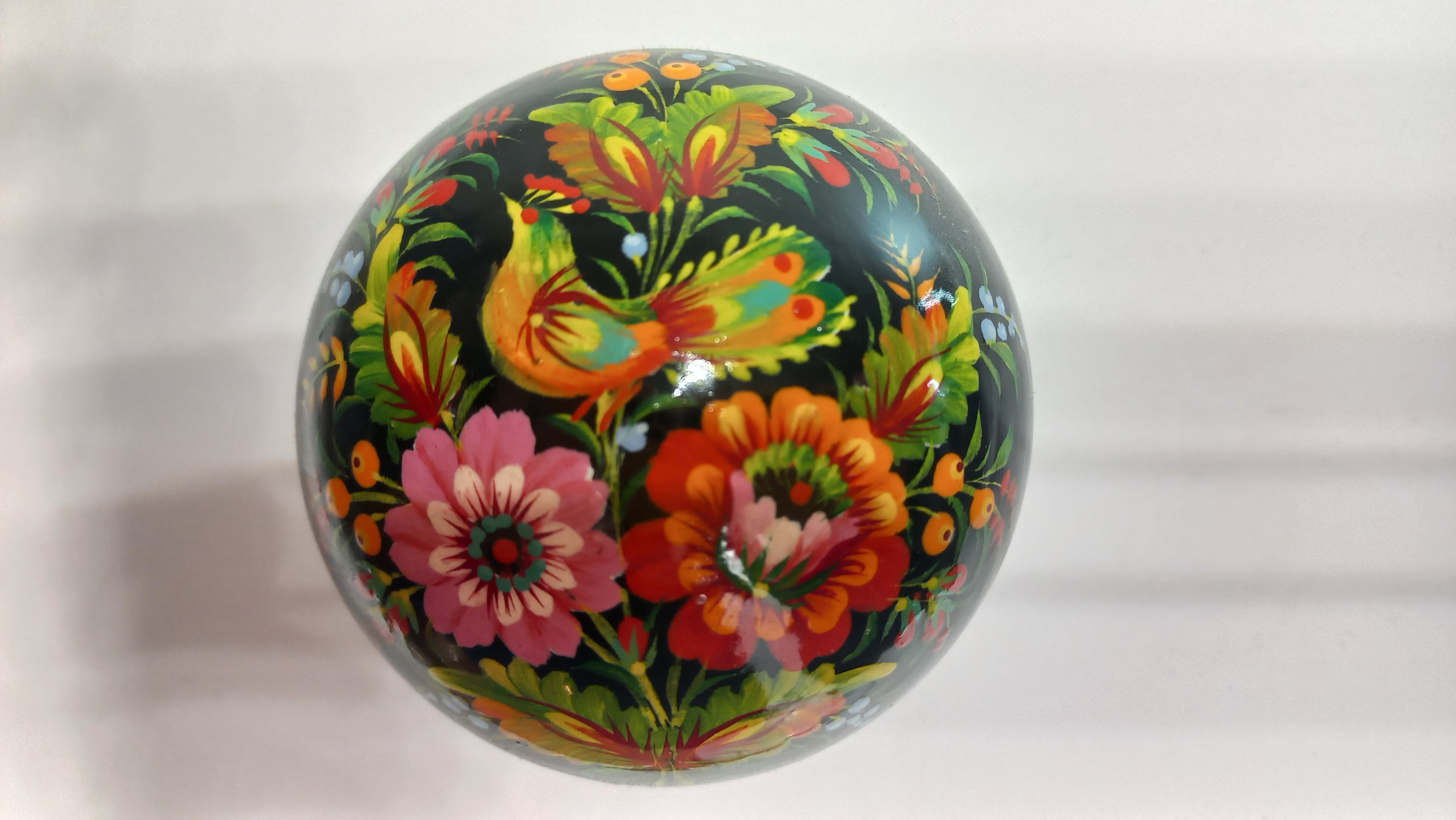
Сринька з розписом

Якісно спрацьована з дерева, виточена з мармуру, оніксу або зроблена з моржової, слонової кістки, шкатулка практично завжди зберігала в собі таємницю. Для того щоб уберегти вміст від сторонніх очей або, від крадіжки, шкатулки забезпечувалися замками і секретами. Потайні відділення, подвійне і потрійне дно, спеціальні запори, що спрацьовують тільки після складної послідовності дій зі скринькою — ось короткий список хитрощів, на які йшли майстри при виготовленні цих предметів, і тому такі скриньки вже були цінністю самі по собі.
Популярні були шкатулки для коштовностей і в стародавній Русі: майже в кожному будинку була шкатулка, де зберігали коштовності, пам'ятні дрібниці або сувеніри. Народ на Русі — пристрасний любитель загадувати і розкривати загадки, і, видно, тому коробочки з секретом дуже сподобалися їм.
А в наш час, з початком масового виробництва, шкатулки, з дорогого предмета, перетворюються на декоративну ємність для зберігання дрібних предметів.

## Скриньки в культурі

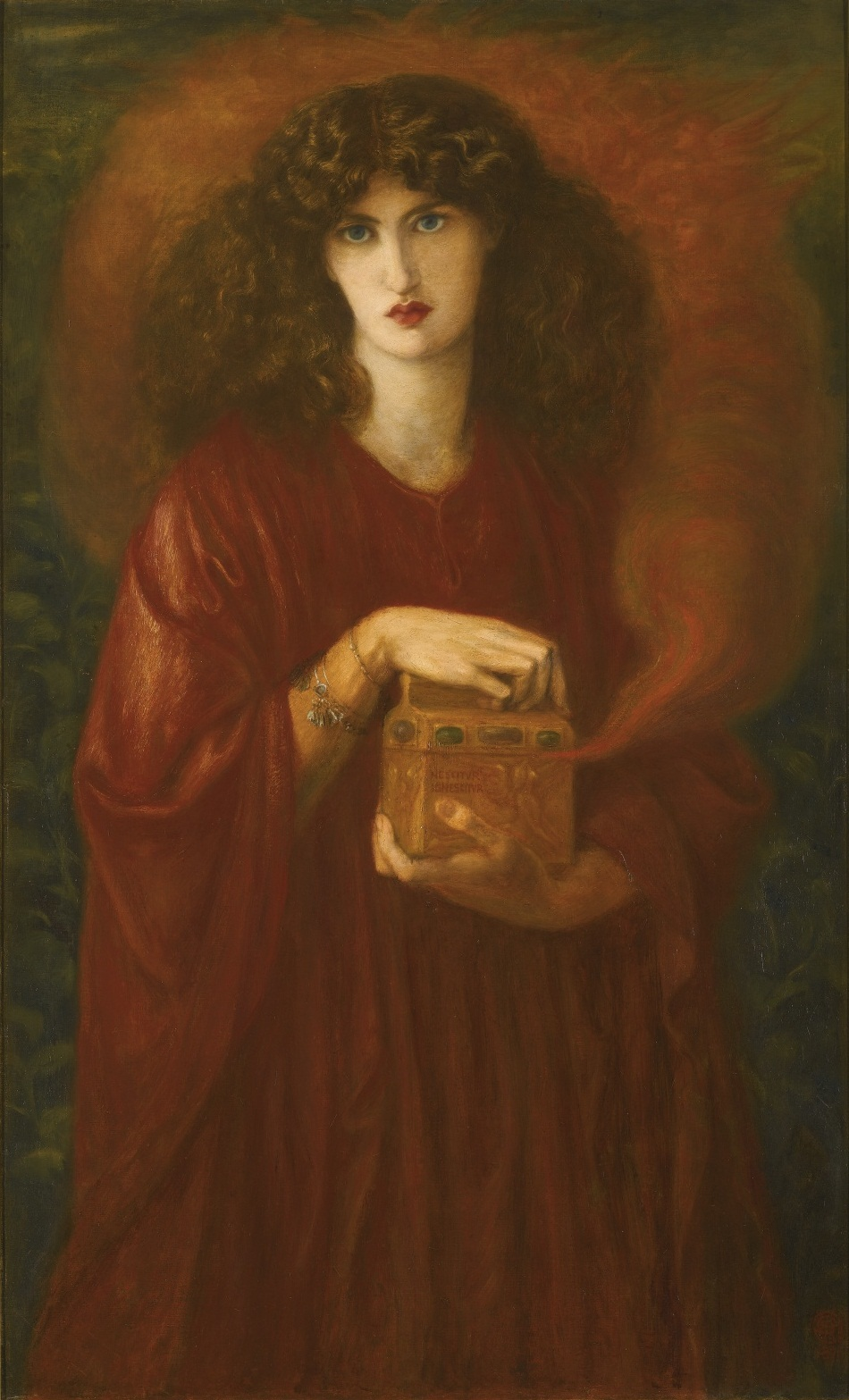
Россетті, Пандора (1871).

- Скринька Пандори — міфічна скринька з давньогрецької міфології. За легендою скринька містила у собі хвороби, смерть та інші лиха.
- Таматебако  — міфічна скринька, яку за японською легендою морська принцеса Тойотама-хіме подарувала своєму гостеві Урасімі Таро.
- Шкатулки Порції у п'єсі Вільяма Шекспіра Венеційський купець. За сюжетом п'єси головна героїня слідує волі свого померлого батька, згідно з якою вона має одружитися з чоловіком, який вгадає, у якій з трьох шкатулок (золотій, срібній або свинцевій) сховано її портрет.
- Група загадок на логіку про шкатулки з п'єси Венеційський купець. У цих загадках описують дві або три шкатулки з різних металів. На поверхні кожної шкатулки є твердження-підказка щодо того, у якій зі шкатулок міститься портрет Порції, а які шкатулки порожні. Кожне таке твердження може бути істинним або хибним. Треба відгадати, де знаходиться портрет.